# Dęborogi
Dęborogi [dɛmbɔˈrɔɡi] (tiếng Đức: Hoheneichen) là một ngôi làng thuộc khu hành chính của Gmina Manowo, thuộc quận Koszalin, West Pomeranian Voivodeship, ở phía tây bắc Ba Lan. Nó nằm khoảng 6 kilômét (4 mi) phía đông bắc Manowo, 11 km (7 mi) phía đông Koszalin và 143 km (89 mi) về phía đông bắc của thủ đô khu vực Szczecin.
Làng có dân số 30 người.